# Мишка-Овраг
 Мишка-Овраг  — поселок в Елабужском районе Татарстана. Входит в состав Старокуклюкского сельского поселения.

## География
Находится в северной части Татарстана на расстоянии приблизительно 29 км на северо-запад по прямой от районного центра города Елабуга у речки Куклюк.

## История
Известен с 1678 года. Относится к населенным пунктам, где имеется компактное кряшенское население.

## Население
Постоянных жителей было в 1859 году — 100 человек, в 1887—201, в 1905—253, в 1920—220, в 1926—256, в 1949 — 87, в 1958 — 36, в 1970 — 37, в 1979 — 27, в 1989 — 33. Постоянное население составляло 26 человек (татары 34 %, русские 31 %, мари 35 %) в 2002 году, 18 в 2010.